# Kärrbaldakinspindel
Kärrbaldakinspindel (Microlinyphia impigra) är en spindelart som först beskrevs av O. Pickard-Cambridge 1871.  Kärrbaldakinspindel ingår i släktet Microlinyphia och familjen täckvävarspindlar. Arten är reproducerande i Sverige. Inga underarter finns listade i Catalogue of Life.